# Zwitsers Sportpersoon van het Jaar
De verkiezing van de Zwitsers Sportpersoon van het Jaar wordt gehouden sinds 1950. Vanaf 1972 werd een afzonderlijke Sportman en Sportvrouw gekozen. De organisatie was tot midden jaren 1990 in handen van het Zwitserse sportdagblad Sport. Nadat de krant failliet ging, werd de keuze gemaakt door sportjournalisten en het Zwitserse tv-publiek.

## Erelijst
| Jaar | Winnaar                 | Sport          |
| ---- | ----------------------- | -------------- |
| 1950 | Armin Scheurer          | Atletiek       |
| 1951 | Hugo Koblet             | Wegwielrennen  |
| 1952 | Josef Stalder           | Turnen         |
| 1953 | Alfred Bickel           | Voetbal        |
| 1954 | Ida Schöpfer            | Alpineskiën    |
| 1955 | Hans Frischknecht       | Atletiek       |
| 1956 | Madeleine Berthod       | Alpineskiën    |
| 1957 | Walter Tschudi          | Atletiek       |
| 1958 | Christian Wägli         | Atletiek       |
| 1959 | Ernst Fivian            | Turnen         |
| 1960 | Bruno Galliker          | Atletiek       |
| 1961 | Gérard Barras           | Atletiek       |
| 1962 | Adolf Mathis            | Alpineskiën    |
| 1963 | August Hollenstein      | Schietsport    |
| 1964 | Henri Chamartin         | Dressuur       |
| 1965 | Urs von Wartburg        | Atletiek       |
| 1966 | Meta Antenen            | Atletiek       |
| 1967 | Werner Duttweiler       | Atletiek       |
| 1968 | Josef Haas              | Noords skiën   |
| 1969 | Philippe Clerc          | Atletiek       |
| 1970 | Bernhard Russi          | Alpineskiën    |
| 1971 | Meta Antenen            | Atletiek       |
| Jaar | Sportman en Sportvrouw  | Sport          |
| 1972 | Bernhard Russi          | Alpineskiën    |
| 1972 | Marie-Therese Nadig     | Alpineskiën    |
| 1973 | Werner Dössegger        | Atletiek       |
| 1973 | Karin Iten              | Kunstschaatsen |
| 1974 | Clay Regazzoni          | Autosport      |
| 1974 | Lise-Marie Morerod      | Alpineskiën    |
| 1975 | Rolf Bernhard           | Atletiek       |
| 1975 | Lise-Marie Morerod      | Alpineskiën    |
| 1976 | Heini Hemmi             | Alpineskiën    |
| 1976 | Christine Stückelberger | Dressuur       |
| 1977 | Michel Broillet         | Gewichtheffen  |
| 1977 | Lise-Marie Morerod      | Alpineskiën    |
| 1978 | Markus Ryffel           | Atletiek       |
| 1978 | Cornelia Bürki          | Atletiek       |
| 1979 | Peter Lüscher           | Alpineskiën    |
| 1979 | Denise Biellmann        | Kunstschaatsen |
| 1980 | Robert Dill-Bundi       | Wegwielrennen  |
| 1980 | Ruth Keller             | Turnen         |
| 1981 | Roland Dalhäuser        | Atletiek       |
| 1981 | Denise Biellmann        | Kunstschaatsen |
| 1982 | Urs Freuler             | Wegwielrennen  |
| 1982 | Erika Hess              | Alpineskiën    |
| 1983 | Urs Freuler             | Wegwielrennen  |
| 1983 | Doris de Agostini       | Alpineskiën    |
| 1984 | Étienne Dagon           | Zwemmen        |
| 1984 | Michela Figini          | Alpineskiën    |
| 1985 | Pirmin Zurbriggen       | Alpineskiën    |
| 1985 | Michela Figini          | Alpineskiën    |
| 1986 | Werner Günthör          | Atletiek       |
| 1986 | Maria Walliser          | Alpineskiën    |
| 1987 | Werner Günthör          | Atletiek       |
| 1987 | Maria Walliser          | Alpineskiën    |
| 1988 | Hippolyt Kempf          | Noords skiën   |
| 1988 | Vreni Schneider         | Alpineskiën    |
| 1989 | Tony Rominger           | Wegwielrennen  |
| 1989 | Vreni Schneider         | Alpineskiën    |
| 1990 | Daniel Giubellini       | Turnen         |
| 1990 | Anita Protti            | Atletiek       |
| 1991 | Werner Günthör          | Atletiek       |
| 1991 | Vreni Schneider         | Alpineskiën    |
| 1992 | Tony Rominger           | Wegwielrennen  |
| 1992 | Conny Kissling          | Freestyleskiën |
| 1993 | Tony Rominger           | Wegwielrennen  |
| 1993 | Manuela Maleeva         | Tennis         |
| 1994 | Tony Rominger           | Wegwielrennen  |
| 1994 | Vreni Schneider         | Alpineskiën    |
| 1995 | Donghua Li              | Turnen         |
| 1995 | Vreni Schneider         | Alpineskiën    |
| 1996 | Donghua Li              | Turnen         |
| 1996 | Barbara Heeb            | Wegwielrennen  |
| 1997 | Michael von Grünigen    | Alpineskiën    |
| 1997 | Martina Hingis          | Tennis         |
| 1998 | Oscar Camenzind         | Wegwielrennen  |
| 1998 | Natascha Badmann        | Triathlon      |
| 1999 | Marcel Schelbert        | Atletiek       |
| 1999 | Anita Weyermann         | Atletiek       |
| 2000 | André Bucher            | Atletiek       |
| 2000 | Brigitte McMahon        | Triathlon      |
| 2001 | André Bucher            | Atletiek       |
| 2001 | Sonja Nef               | Alpineskiën    |
| 2002 | Simon Ammann            | Schansspringen |
| 2002 | Natascha Badmann        | Triathlon      |
| 2003 | Roger Federer           | Tennis         |
| 2003 | Simone Niggli-Luder     | Oriëntatieloop |
| 2004 | Roger Federer           | Tennis         |
| 2004 | Karin Thürig            | Wegwielrennen  |
| 2005 | Thomas Lüthi            | Motorsport     |
| 2005 | Simone Niggli-Luder     | Oriëntatieloop |
| 2006 | Roger Federer           | Tennis         |
| 2006 | Tanja Frieden           | Snowboard      |
| 2007 | Roger Federer           | Tennis         |
| 2007 | Simone Niggli-Luder     | Oriëntatieloop |
| 2008 | Fabian Cancellara       | Wegwielrennen  |
| 2008 | Ariella Kaeslin         | Turnen         |
| 2009 | Didier Cuche            | Alpineskiën    |
| 2009 | Ariella Kaeslin         | Turnen         |
| 2010 | Simon Ammann            | Schansspringen |
| 2010 | Ariella Kaeslin         | Turnen         |
| 2011 | Didier Cuche            | Alpineskiën    |
| 2011 | Sarah Meier             | Kunstschaatsen |
| 2012 | Roger Federer           | Tennis         |
| 2012 | Nicola Spirig           | Triathlon      |
| 2013 | Dario Cologna           | Langlaufen     |
| 2013 | Giulia Steingruber      | Turnen         |
| 2014 | Roger Federer           | Tennis         |
| 2014 | Dominique Gisin         | Alpineskiën    |
| 2015 | Stan Wawrinka           | Tennis         |
| 2015 | Daniela Ryf             | Triatlon       |
| 2016 | Fabian Cancellara       | Wegwielrennen  |
| 2016 | Lara Gut                | Alpineskiën    |
| 2017 | Roger Federer           | Tennis         |
| 2017 | Wendy Holdener          | Alpineskiën    |